# Huicheng

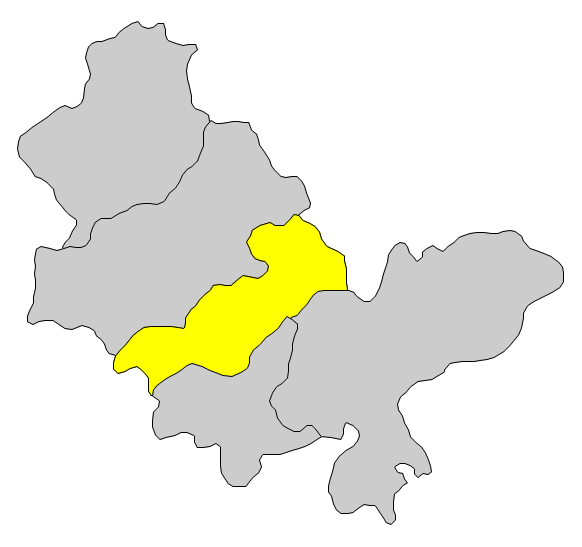
Lage des Stadtbezirks Huicheng innerhalb des Verwaltungsgebietes von Huizhou

Der Stadtbezirk Huicheng (chinesisch 惠城区, Pinyin Huìchéng Qū) ist ein Stadtbezirk in der südchinesischen Provinz Guangdong. Er gehört zum Verwaltungsgebiet der bezirksfreien Stadt Huizhou. Huicheng hat eine Fläche von 1.488 km² und zählt 2.090.578 Einwohner (Stand: Zensus 2020). Er ist Zentrum und Sitz der Stadtregierung vom Huizhou.

## Administrative Gliederung
Auf Gemeindeebene setzt sich der Stadtbezirk aus zehn Straßenvierteln und acht Großgemeinden zusammen. 